# Mazanka

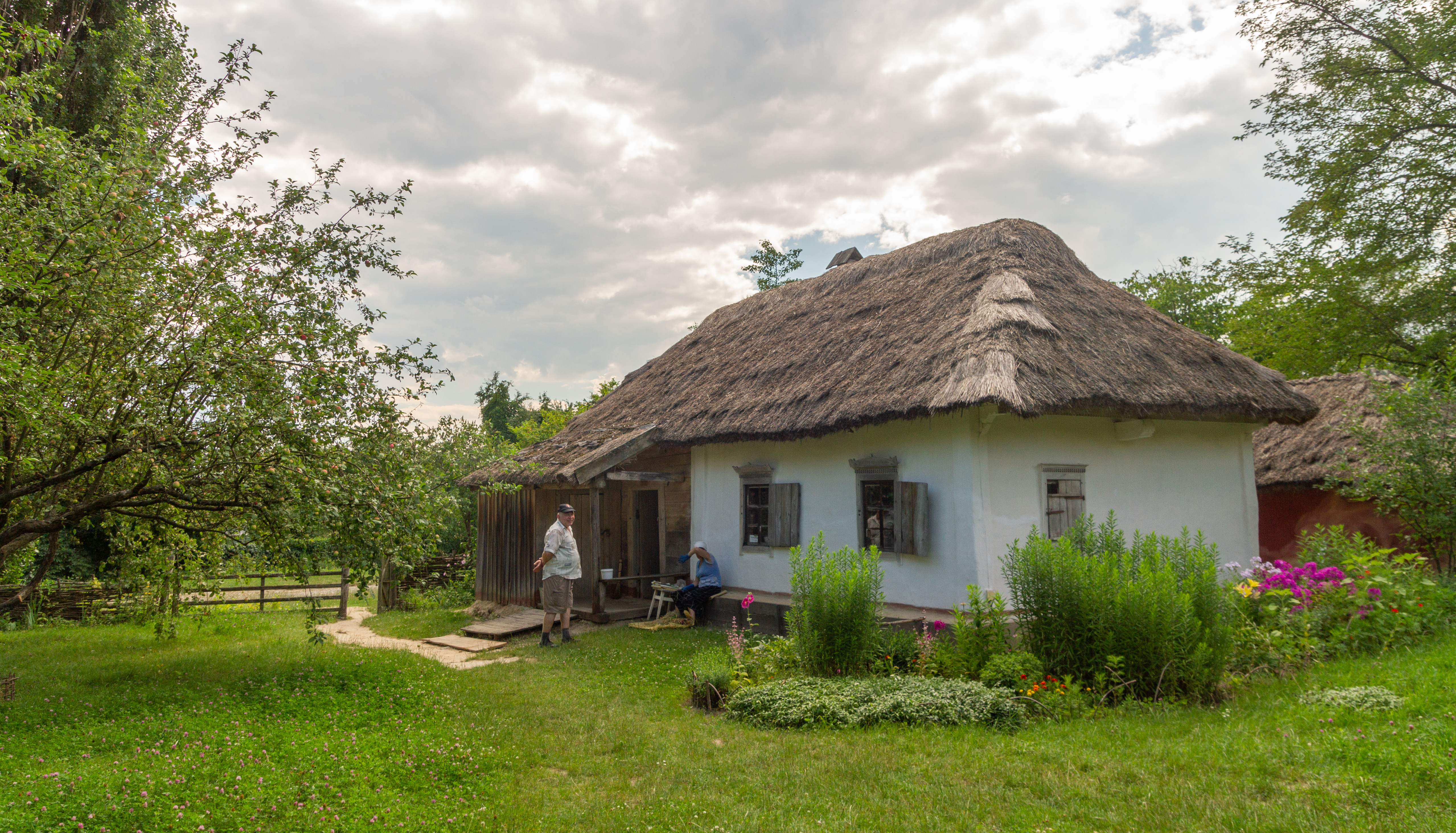
Mazanka ucraniana, museo de Pyrohiv, Región de Kiev

Una mazanka' (en ucraniano: мазанка), es una vivienda rural tradicional de Ucrania. Una casa hecha de arcilla, ladrillo crudo o broza (para el tejado), enlucida con arcilla mezclada con estiércol o cualquier otra sustancia orgánica (técnica del adobe). Posteriormente, las paredes se cubrían con encalado de cal. Históricamente, estaba muy extendida en Ucrania y otros territorios con una importante minoría ucraniana (por ejemplo, Kuban), lo que estaba relacionado con las condiciones naturales, ya que no había tantos bosques y, por tanto, madera para la construcción.  También se construyeron casas similares a las mazankas en el Cáucaso, donde se conocían como turluks (palizada).

## Construcción
Para preparar la arcilla para la futura vivienda, se hacía un gran círculo donde la gente ponía arcilla y arena, se vertía agua en el centro y paja encima. Normalmente se utilizaba paja de trigo, cuanto más grueso era el tallo, mejor se consideraba. Luego se amasaba la arcilla. No tenía sentido utilizar palas ni nada parecido, así que se pisoteaba con los pies, y a menudo se utilizaban caballos. Se empezaba a remover desde el centro de la pila hacia el borde, añadiendo agua o paja poco a poco según fuera necesario. A menudo se añadía estiércol fresco de caballo o vaca como plastificante. Como resultado del amasado, se formaba una masa homogénea, más parecida a la masa, lo principal es que no sea demasiado líquida. 

## Tecnología

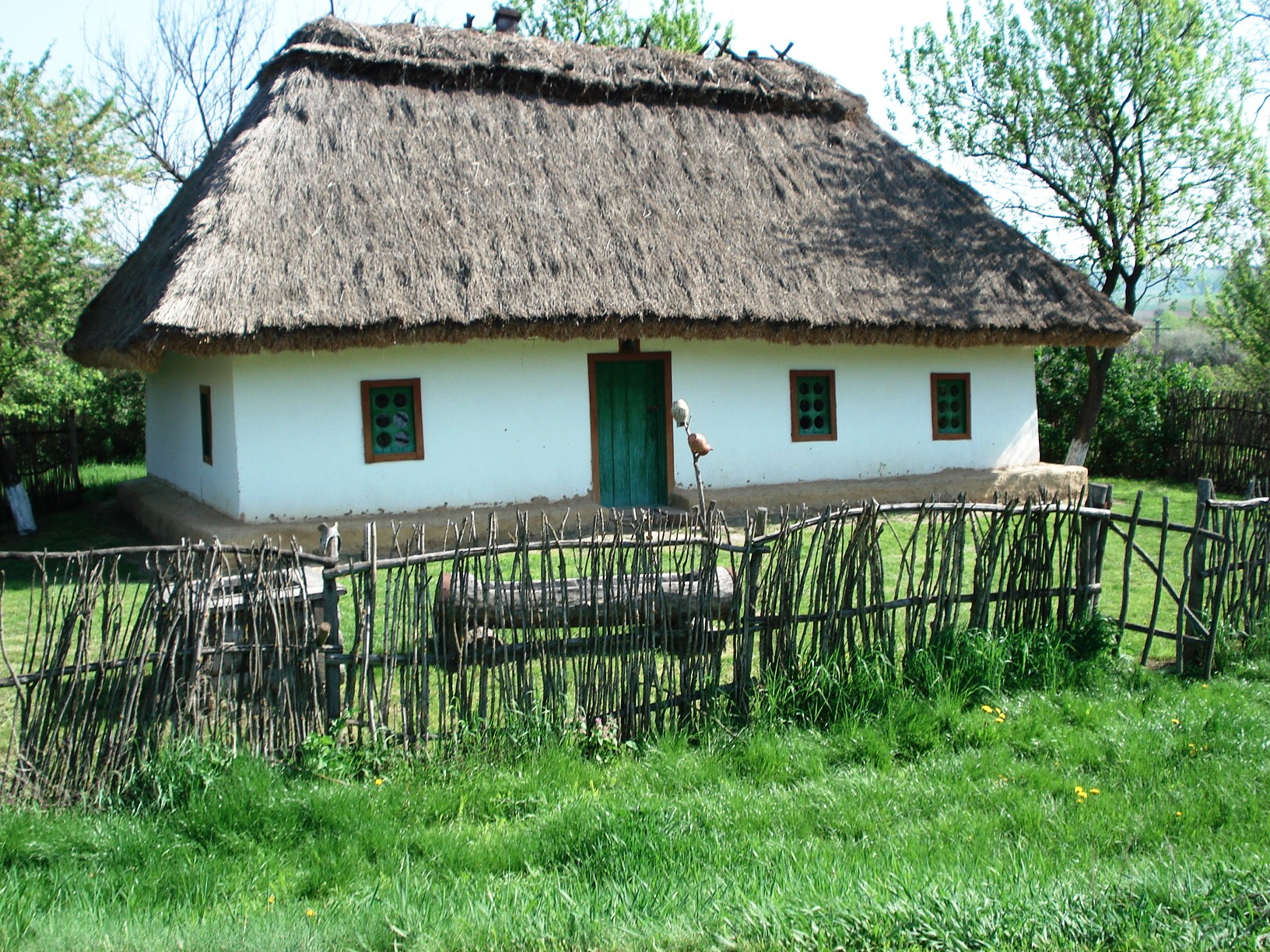
Una mazanka en Subotiv, Región de Cherkasy

Las paredes de las mazankas consistían en un armazón de madera. El espacio entre el Arado y las Riegels (celdas) se rellenaba con terrones de arcilla mezclada con paja o cañas (rollos), o se enlucían las paredes tejidas con este material; estas operaciones se conocían como "marchar".
Tras el enlucido y el secado, las paredes se encalaban con cal, tiza o arcilla blanca.
Una choza con paredes tejidas con broza y enlucidas con arcilla se llamaba khvorostianka (en ucraniano: хворостянка).
Las casas de madera (en particular, las picadas "in shuls") también podían enlucirse con arcilla. Para que la solución de arcilla se adhiriera mejor, se clavaban las paredes: se clavaban clavijas y clavos en ellas (de forma parecida a como se fijan las virutas de madera antes del enlucido).
Una de las más comunes era una casa sobre arados, cuyas paredes se cubrían con cañas y se enlucían con arcilla y paja. Los enlucidos se dividían en: de madera, tejidos, de paja y de cañas.

## Nombre
Este tipo de casa obtuvo el nombre de mazanka de la palabra mazaty (en ucraniano: мазати; embadurnar, engrasar, enlucir con mortero de arcilla). 